# 氮化汞
氮化汞，又称二氮化三汞，是一种无机化合物，化学式Hg3N2，为折线型分子，结构式Hg=N-Hg-N=Hg，稳定性极差，是一种感度很高的爆炸物。

## 制法
氧化汞与氨气在10°C下反应，再加热到150°C，最后用20%的硝酸处理可得氮化汞。